# Церковь Татианы при ДГТУ
Церковь Татианы при ДГТУ (Татианинский храм при ДГТУ) — православный храм в Ростове-на-Дону, расположенный на территории Студенческого парка Донского государственного технического университета. Входит в состав Центрального благочиния Ростовской-на-Дону епархии Русской православной церкви.

## История
25 января 2008 года на месте будущего храма во имя святой мученицы Татианы на территории ДГТУ архиепископом Ростовским и Новочеркасским Пантелеимоном был заложен и освящён закладной камень.
В 2009 году предприятие «Градостроитель» разработало план будущего храма. До конца 2010 года было произведено освящение места под строительство и начались работы по его постройке; одновременно инженерному центру «Грант» (город Волгодонск) был поручен заказ на изготовление куполов и креста.
19 августа 2012 года в Студенческом парке Донского государственного технического университета состоялось освящение креста и купола храма Святой Мученицы Татианы, в котором приняли участие руководитель епархиального отдела религиозного образования и катехизации — протоиерей Андрей Мекушкин, ответственный за взаимодействие Ростовской-на-Дону епархии и ДГТУ — протоиерей Виктор Баденков, ректор Донского государственного технического университета — профессор Бесарион Месхи, студенты и преподаватели университета, а также жители города. 8 сентября этого же года на строящийся храм Святой Мученицы Татианы был установлен купол.
3 октября 2012 года на ректорате ДГТУ был представлен настоятель храма иерей Михаил Гапоненко, руководитель отдела по делам молодёжи и миссионерскому служению Ростовской-на-Дону епархии. 8 октября в строящемся храме святой мученицы Татианы состоялся первый молебен, который совершил настоятель храма иерей Михаил Гапоненко.
В 2016 году окончательно завершились работы по сооружению храма, и 13 февраля митрополит Ростовский и Новочеркасский Меркурий провел чин великого освящения и божественную литургию в новом храме.